# Napló szerelmeimnek
Napló szerelmeimnek é um filme de drama húngaro de 1987 dirigido e escrito por Márta Mészáros. Foi selecionado como representante da Hungria à edição do Oscar 1988, organizada pela Academia de Artes e Ciências Cinematográficas.

## Elenco
- Ágnes Csere - Juli (voz)
- Zsuzsa Czinkóczi - Kovács Juli
- Anna Polony - Egri Magda
- Mária Ronyecz - Magda (voz)
- Jan Nowicki - János
- Tamás Végvári - János (voz)
- Erika Szegedi - Anna Pavlova (voz)
- Mari Szemes - Nagymama
- Vilmos Kun - Nagyapa (voz)
- Pál Zolnay - Nagyapa
- Adél Kováts - Natasa
- Irina Kuberskaya - Anna Pavlova
- Erzsébet Kútvölgyi - Erzsi
- Jerzy Binczycki - Professzor
- László Vajda - Professzor (voz)
- Gyula Bartus - Dezsõ